# Pericallia pannosula
Pericallia pannosula är en fjärilsart som beskrevs av Embrik Strand 1919. Pericallia pannosula ingår i släktet Pericallia och familjen björnspinnare. Inga underarter finns listade i Catalogue of Life.